# Moulins-Saint-Hubert
 Moulins-Saint-Hubert  es una población y comuna francesa, en la región de Lorena, departamento de Mosa, en el distrito de Verdún y cantón de Stenay.

## Demografía
| 155 | 156 | 149 | 163 | 173 | 157 |
| Para los censos de 1962 a 1999 la población legal corresponde a la población sin duplicidades (Fuente: INSEE [Consultar]) |     |     |     |     |     |